# Baisan Monpon
Baisan Monpon (zm. 1417; jap. 梅山聞本) – japoński mistrz zen szkoły sōtō okresu Muromachi.

## Życiorys
Był uczniem mistrza Gasana Jōsekiego. Po jego śmierci w 1366 praktykował u mistrza Taigena Sōshina. Ostatecznie został spadkobiercą również Shugana Dōchina.
Początkowo wiele podróżował, co czynił w całkowitej biedzie. Gdy ludzie dawali mu ryż, gotował go dla innych mnichów. Związana jest z nim ludowa legenda. Pewnej nocy otrzymał schronienie w wiejskim domu, którego gospodarz był nieobecny. Gdy późno w nocy gospodarz powrócił do domu, był tak pijany, że wziął postać siedzącego w medytacji Baisana za intruza, który wszedł do domu, aby zobaczyć się z jego żoną. Wyciągnął miecz i w szale zazdrości rozciął mnicha. Następnego dnia przebudził się trzeźwy i pełen skruchy z powodu tego uczynku. Udał się do pokoju, aby zobaczyć kogo w nocy zabił. Niespodzianie znalazł Baisana siedzącego spokojnie w medytacji. Zszokowany zaczął pytać jak to jest możliwe... Baisan nic nie mówiąc wyciągnął z szaty małą figurkę bodhisattwy Kannon, która była rozłupana na dwie części.
Klasztorem Baisana został Ryūtaku-ji. Inne ważne klasztory jego linii to Butsuda i Ryūtai. Ryūtai-ji został spalony w czasie wojen prowadzonych przez Odę Nobunagę w połowie lat 70. XVI wieku.
Jesienią 1390 roku Baisan został wybrany opatem klasztoru Sōji. Dwa dni przed inauguracją Baisana, a dzień przed odejściem Tsūgena Jakureia ze stanowiska opata tego klasztoru, Tsūgen, Daitetsu Sōrei i Jippō Ryōshū wydali swoją trzecią dyrektywę, która ustanawiała stałą procedurę wyboru nowych opatów tego klasztoru. Dzięki temu Sōji-ji stał się głównym klasztorem (jap. honji) dla pięciu frakcji linii przekazu Gasana. W tym samym roku Tsūgen i Baisan zainicjowali w Sōji-ji zmienną sukcesję opatów, która została następnie przeniesiona do innych klasztorów ich linii przekazu.
Baisan aktywnie działał w celu skonsolidowania własnej linii przekazu, np. w 1390 roku ustalono, że linia Taigena Sōshina powinna być reprezentowana w Sōji-ji przez opatów pochodzących z klasztoru Butsuda, założonego przez Taigena i którego opatem był Baisan. Oprócz tego w 1396 roku razem z głównym uczniem Taigena – Ryōdō Shinkaku (1330-1399), proklamował Butsuda-ji głównym klasztorem (jap. tatchū) frakcji Taigena. Jego opatami mieli być wyłącznie na przemian mnisi z linii Baisana i Ryōdō. W 1415 roku, a więc na dwa lata przed śmiercią, Baisan wyznaczył czterech swoich uczniów do sukcesywnego przejmowania stanowiska opata w jego klasztorze Ryūtaku.
W 1416 roku Baisan wydał szereg dyrektyw związanych z konsolidacją jego linii w Ryūtaku-ji. Przede wszystkim wyznaczył ten klasztor głównym klasztorem jego linii przekazu i nakazał wszystkim uczniom jego czterech uczniów do naprzemiennego przyjmowania stanowiska opata. Swoje opłaty związane z inauguracją stanowiska opata powinni płacić jako opaci Ryūtaku-ji, nawet gdyby nie mieli pieniędzy na opłacenie inauguracji w Sōji-ji. Baisan traktował Ryūtaku-ji jako substytut Sōji-ji i aby to podkreślić wyznaczył swój klasztor głównym klasztorem linii Gasana. Wyznaczył także dziesięciu swoich uczniów na sukcesywne pełnienie funkcji przeora (jap. tassu) w Ryūtaku-ji dla zrównania swojej linii z linią Gasana. W końcu wyznaczył także dziesięciu swoich starszych uczniów na stanowisko doradcy (jap. bugyōsō), aby doradzali przyszłym opatom we wszelkich sprawach.
Pod koniec swojego życia ustanowił trzypoziomowy system zarządzania Ryūtaku-ji: opat, przeor i doradca. Wybrał członków każdego poziomu spośród swoich uczniów (ustalił zasady działalności tego systemu wśród uczniów jego głównych uczniów itd.). Ten system naprzemiennej sukcesji opatów był zasadniczym elementem średniowiecznej szkoły sōtō. Aby główny klasztor mógł się rozwijać, wszystkie afiliowane klasztory i świątynie musiały współpracować w zarządzaniu głównym klasztorem. Taka naprzemienna sukcesja opatów wzmagała wzajemny konsens, gdyż gwarantowała każdej frakcji równą reprezentację. Baisan zabezpieczył to jeszcze regulacjami dotyczącymi współpracy interpersonalnej pomiędzy mnichami, które zabraniały mnichom wypowiadania jakichkolwiek skarg, krytykowania i wrogości.
Polityka Baisana (i Tsūgena) stworzyła sekciarskie frakcje dzięki połączeniu linearnego następstwa i urzędów klasztornych w jeden administracyjny i finansowy system. Następne pokolenia wykorzystywały ten sam model, aby stopniowo rozwijać każdą frakcję.
Baisan na przełomie XIV i XV wieku w swoich regułach klasztornych nakazał studiowanie watō (chiń. huatou) czyli kōanów.

## Linia przekazu Dharmy zen
Pierwsza liczba oznacza liczbę pokoleń mistrzów od 1 Patriarchy indyjskiego Mahakaśjapy.
Druga liczba oznacza liczbę pokoleń od 28/1 Bodhidharmy, 28 Patriarchy Indii i 1 Patriarchy Chin.
Trzecia liczba oznacza początek nowej linii przekazu w danym kraju.
- 51/24. Tiantong Rujing (1163–1228)

- 52/25/1. Eihei Dōgen Kigen (1200–1253) Japonia. Szkoła sōtō

- 53/26/2. Sōkai
- 53/26/2. Senne (Yōkō-an)

- 54/27/3. Kyōgō (Yōkō-an)

- 53/26/2. Shinchi Kakushin (1207–1280)
- 53/26/2. Kangan Giin (1217–1300) (Daiji-ji)

- 54/27/3. Shidō Shōyū (zm. 1301 (Daiji-ji)
- 54/27/3. Tetsuzan Shian (Daiji-ji)

- 55/28/4. Gishō

- 56/29/5. Hohan

- 57/30/6. Gyokukan

- 58/31/7. Senten

- 55/28/4. Daiko

- 56/29/5. Gikai

- 57/30/6. Meishitsu

- 55/28/4. Ten’an

- 56/29/5. Chōkei

- 57/30/6. Ryōshitsu

- 55/28/4. Shiryō

- 56/29/5. Mutō

- 54/27/3. Ninnō Jōki

- 55/28/4. Gen’e

- 56/29/5. Zuiseki
- 56/29/5. Sansen

- 55/28/4. Saijū
- 55/28/4. Giyū

- 56/29/5. Baiin

- 55/28/4. Mōan
- 55/28/4. Kozen
- 55/28/4. Tekiden
- 55/28/4. Etsuō

- 54/27/3. Gukoku

- 55/28/4. Musetsu

- 56/29/5. Meian

- 53/26/2. Eihei Koun Ejō (1198–1280) (Eihei-ji)

- 54/27/3. Gien (zm. 1314) (Eihei-ji)
- 54/27/3. Jakuen (chin. Jiyuan) (1207-8.10.1299) (Hōkyō-ji)

- 55/28/4. Giun (Hōkyō-ji)

- 56/29/5. Donki (Hōkyō-ji)

- 54/27/3. Daijo Tettsū Gikai (1219–1309) (Daijō-ji)

- 55/28/4. Eiko Keizan Jōkin (1267–1325) (Daijō-ji)

- 56/29/5. Mugai Chikō (zm. 1351)
- 56/29/5. Koan Shikan (zm. 1341)

- 57/30/6. Zuiō

- 56/29/5. Gasan Jōseki (1276-1366)

- 57/30/6. Soitsu mniszka zen
- 57/30/6. Mugai Enshō (1311-1381)
- 57/30/6. Tsūgen Jakurei (1322-1391)

- 58/31/7. Ikkei Eishū (zm. 1403)
- 58/31/7. Ryōan Emyō (1337-1411) (Saijō-ji)

- 59/32/8. Myōkaku Doryō (bd)
- 59/32/8. Mugoku Etetsu (1350-1430) (Ryūon-ji)
- 59/32/8. Daikō Myōshū (zm. 1437) (Sōnei-ji)

- 58/31/7. Sekioku Shinryō (1345-1423) (Fukushō-ji)
- 58/31/7. Tenshin Jishō (-)
- 58/31/7. Fusai Zenkyū (1347-1408) (Zenrin-ji)

- 57/30/6. Musai Jinshō (zm. 1381)
- 57/30/6. Gennō Shinshō (1329-1400)
- 57/30/6. Taigen Shōshin (zm. 1370)
- 57/30/6. Gessen Ryōin (1319-1400)
- 57/30/6. Mutan Sokan (zm. 1387)
- 57/30/6. Jikugen Chōsai (bd)
- 57/30/6. Dōsō Dōai (zm. 1379)
- 57/30/6. Chikudō Ryōgen (bd)
- 57/30/6. Jippō Ryōshū (zm. 1405)
- 57/30/6. Mutei Ryōshō (1313-1361)
- 57/30/6. Mutō Esū (bd)
- 57/30/6. Daitetsu Sōrei (1333-1408)

- 56/29/5. Meihō Sotetsu (1277-1350)

- 57/30/6. Shugan Dōchin (Dōjin) (zm. 1387)

- 58/31/7. Baisan Monpon (zm. 1417)

- 59/32/8. Jochū Tengin (1363-1437)

- 60/33/9. Kisan Shōsan (1377-1442)

- 61/34/10. Morin Shihan (1392-1487)

- 62/35/11. Shōshi Sōtai (Taishi Sōtai)

- 63/36/12. Kenchu Hantetsu

- 64/37/13. Daiju Sōkō

- 65/38/14. Kinpō Jusen

- 66/39/15. Kaiin Sochin

- 67/40/16. Tetsuei Seiton

- 68/41/17. Shūkoku Chuton

- 69/42/18. Ketsuzan Tetsuei

- 70/43/19. Hōshi Sō’on

- 71/44/20 Goho Dainon (Kainon)

- 72/45/21 Tenkei Denson (1648-1735)

- 73/46/22 Shōzan Monko

- 74/47/23 Niken Sekiryo

- 75/48/24 Reitan Roryū

- 76/49/25 Kakujō Tōsai

- 77/50/26 Kakuan Ryōgu

- 78/51/27 Ryōka Daibai

- 79/52/28 Ungan Guhaku

- 80/53/29. Baisan Hakujun (1898-1978)

- 81/54/30. Taizan Maezumi (1931-1995) Japonia, USA